# Qualificazioni al campionato mondiale di calcio 2010 - AFC - Fase finale, gruppo 2

## Classifica
| Squadra             | P.ti | G | V | N | P | GF | GS | DR  |
| ------------------- | ---- | - | - | - | - | -- | -- | --- |
| Corea del Sud       | 16   | 8 | 4 | 4 | 0 | 12 | 4  | +8  |
| Corea del Nord      | 12   | 8 | 3 | 3 | 2 | 7  | 5  | +2  |
| Arabia Saudita      | 12   | 8 | 3 | 3 | 2 | 8  | 8  | 0   |
| Iran                | 11   | 8 | 2 | 5 | 1 | 8  | 7  | +1  |
| Emirati Arabi Uniti | 1    | 8 | 0 | 1 | 7 | 6  | 17 | -11 |

- Corea del Sud e  Corea del Nord qualificate direttamente al mondiale.
- Arabia Saudita qualificata allo spareggio.

## Risultati

### Primo turno
| Arbitro: | Mark Shield |

|               |           |              |
| Al-Harthi 29’ | Marcatori | 81’ Nekounam |

| Arbitro: | Ravshan Irmatov |

|           |           |                                    |
| Saeed 86’ | Marcatori | 72’ Choe Kum-Chol 81’ An Chol-hyok |

### Secondo turno
La partita del secondo turno tra Corea del Nord e Corea del Sud dovette essere giocata sul terreno neutro di Shanghai, dato che le autorità di Pyongyang non accettarono che in uno stadio nordcoreano risuonasse l'inno nazionale dello stato meridionale e sventolasse la relativa bandiera.
| Arbitro: | Yūichi Nishimura |

|            |           |                         |
| Khater 23’ | Marcatori | 69’ Otaif 73’ Al-Fraidi |

| Arbitro: | Muhsen Basma |

|                         |           |                  |
| Hong Yong-Jo 64’ (rig.) | Marcatori | 69’ Ki Sung-Yong |

### Terzo turno
| Arbitro: | Abdullah Al Hilali |

|                            |           |                 |
| Mahdavikia 9’ Nekounam 63’ | Marcatori | 72’ Jong Tae-Se |

| Arbitro: | Matthew Breeze |

|                                                       |           |                |
| Lee Keun-ho 20’ 80’ Park Ji-sung 26’ Kwak Tae-Hwi 89’ | Marcatori | 72’ Al Hammadi |

### Quarto turno
| Arbitro: | Abdul Malik Bashir |

|  |           |                                      |
|  | Marcatori | 76’ Lee Keun-ho 90+2’ Park Chu-Young |

| Arbitro: | Subkhiddin Mohd Salleh |

|            |           |             |
| Juma'a 19’ | Marcatori | 81’ Bagheri |

### Quinto turno
| Arbitro: | Ravshan Irmatov |

|                |           |  |
| Mun In-Guk 29’ | Marcatori |  |

| Arbitro: | Benjamin Williams |

|              |           |                  |
| Nekounam 58’ | Marcatori | 81’ Park Ji-sung |

### Sesto turno
| Arbitro: | Matthew Breeze |

|                                    |           |  |
| Pak Nam-Chol 51’ Mun In-Guk 90'+3’ | Marcatori |  |

| Arbitro: | Yūichi Nishimura |

|             |           |                            |
| Shojaei 57’ | Marcatori | 79’ Hazazi 87’ Al-Muwallad |

### Settimo turno
| Arbitro: | Subkhiddin Mohd Salleh |

|                                                  |           |                           |
| Abdoh Otaif 4’ (rig.) Juma 70’ (aut.) Hazazi 85’ | Marcatori | 38’ Al Shehhi 45+1’ Matar |

| Arbitro: | Abdullah Al Hilali |

|                 |           |  |
| Kim Chi-Woo 86’ | Marcatori |  |

### Ottavo turno
| Pyongyang 6 giugno 2009, ore 17:00 | Corea del Nord | 0 – 0 referto | Iran | stadio Yanggakdo\| Arbitro: \| Sun Baojie \| |
| Arbitro:                           | Sun Baojie     |               |      |                                              |

| Arbitro: | Abdullah Balideh |

|  |           |                                     |
|  | Marcatori | 10’ Park Chu-Young 37’ Ki Sung-Yong |

### Nono turno
| Seul 10 giugno 2009, ore 20:00 | Corea del Sud     | 0 – 0 referto | Arabia Saudita | Seoul World Cup Stadium (32.510 spett.)\| Arbitro: \| Benjamin Williams \| |
| Arbitro:                       | Benjamin Williams |               |                |                                                                            |

| Arbitro: | Ravshan Irmatov |

|                |           |  |
| Ali Karimi 53’ | Marcatori |  |

### Decimo turno
| Arbitro: | Yūichi Nishimura |

|                  |           |             |
| Park Ji-sung 81’ | Marcatori | 51’ Shojaei |

| Riyadh 17 giugno 2009, ore 21:00 | Arabia Saudita | 0 – 0 referto | Corea del Nord | King Fahd International Stadium (65.000 spett.)\| Arbitro: \| Muhsen Basma \| |
| Arbitro:                         | Muhsen Basma   |               |                |                                                                               |